# Ludovic Debeurme
Ludovic Debeurme (Les Lilas, 31 oktober 1971) is een Franse stripauteur. Hij volgde een kunstopleiding aan de Sorbonne (maîtrise d'arts plastiques), maar maakte die niet af. Als kind leed hij aan anorexia, een thema dat terugkwam in zijn later werk. Zijn werk combineert monsterlijke personages en poëzie.
Ludovic Debeurme schrijft zijn eigen scenario's. Le lac aux vélies maakte hij wel met tekst van Nosfell.

## Werk
- Céfalus (Cornélius)
- Le grand autre (Cornélius, 2007)
- Le lac aux vélies (Futuropolis)
- Terra Maxima (Cornélius)
- Ludologie (Cornélius)
- Lucille (Futuropolis)
- Renée (Futuropolis, 2011)
- Un père vertueux (Cornélius, 2015)

- Bibsys: 15042599
- Bibliothèque nationale de France: cb137616498 (data)
- Gemeinsame Normdatei: 1036198057
- International Standard Name Identifier: 0000 0001 1672 5338
- Library of Congress Control Number: no2006069445
- Bibliotheek van het Japanse parlement: 01216459
- Système universitaire de documentation: 111734231
- Virtual International Authority File: 74033825
- WorldCat: E39PBJg4rXJXd39Yyj86XMDpfq